# Association de coordination technique agricole
Pour les articles homonymes, voir ACTA.
L'Association de coordination technique agricole (ACTA) est une association loi de 1901 ayant pour mission principale la coordination des instituts techniques agricoles (ITA), qui opère dans le domaine de la recherche agricole professionnelle.
L’Acta anime et représente 19 instituts techniques agricoles, organismes professionnels de recherche appliquée et de transfert technologique vers les agriculteurs et toutes les filières agricoles et forestière, en métropole et Outre-mer. Le réseau s’appuie sur les compétences de près de 2 400 collaborateurs et 200 implantations pour faire émerger l’innovation, répondre aux défis agricoles et environnementaux et accompagner les agriculteurs dans les transitions agroécologique et numérique .

## Historique
L'Acta est créée en 1956 par les organisations professionnelles agricoles, pour organiser la concertation entre les instituts techniques et développer des activités de recherche sur des thèmes d'intérêt commun.
Structure nationale de coordination des instituts techniques agricoles qualifiés, elle exerce des missions d'intérêt général décrites dans le code rural et de la pêche maritime

## Actions
L'Acta, en tant que tête de réseau des instituts techniques agricoles répond aux politiques publiques en matière d'Agriculture. A ce titre, l'association a signé un contrat d’objectifs et de performance avec le Ministère de l'Agriculture (France) le 13 avril 2022. Il fixe pour la période 2022-2027 les missions que les instituts techniques agricoles devrons assurer pour accompagner les attentes des filières agricoles et les attentes sociétales.
En décembre 2023, l'ACTA et l’INRAE renouvellent leur convention de partenariat afin d’organiser leurs échanges, leur concertation et leur coopération jusqu'en 2027. Cet accord traite des questions transversales aux filières agricoles et aux disciplines telles que le changement climatique, la biodiversité, l’agroécologie, la bioéconomie, l'Agriculture numérique.

## Réseau
L'ACTA fédère 19 instituts :
- l'Association réunionnaise pour la modernisation de l’économie fruitière, maraîchère et horticole (ARMEFLHOR)
- Arvalis - Institut du végétal[7]
- l'Institut technique de l'horticulture (Astredhor)
- le Centre d'étude et de valorisation des algues (CEVA)
- le Centre technique interprofessionnel des fruits et légumes CTIFL[8]
- la Fédération nationale des producteurs de plants de pommes de terre (FN3PT)
- l'Institut pour le développement forestier (IDF)
- l'Institut français du cheval et de l'équitation
- l'IFIP-Institut du porc
- l'Institut français des productions cidricoles (IFPC)
- l'Institut français de la vigne et du vin (IFV)
- l'Institut de l'élevage
- l'Institut technique tropical (IT2)
- l'Institut technique de l'agriculture biologique (ITAB)
- l'Institut technique des filières avicole, cunicole et piscicole (ITAVI)
- l'Institut technique de la betterave (ITB)[9]
- l'Institut technique interprofessionnel des plantes à parfum, médicinales, aromatiques et industrielles (ITEIPMAI)
- l'Institut technique et scientifique de l'abeille et de la pollinisation (ITSAP)
- Terres Inovia[10]